# François Grenet
François Jean Henri Grenet (Bordeaux, 8 marzo 1975) è un ex calciatore francese, di ruolo difensore o centrocampista.

## Palmarès

### Giocatore

#### Competizioni nazionali
- Campionato francese: 1

Bordeaux: 1998-1999